# 矢開き
矢開き（やびらき）は、狩りに出て初めて獲物があったとき、特に少年が初めて狩りに出てシカその他の獲物を得たとき、そのことを披露して祝うこと。矢口（やぐち・やのくち）ともいい「矢口祭り・矢口祝い」や「矢開きの神事・矢開きの祝い」ともいう。
赤、黒、白の三色の餅を作り、山神および矢口神にたむけ、武運を祈り、またその餅を一の口、二の口、三の口などの役員に食べさせることをはじめ、家の子郎党にも与えて祝いを分かつ。その餅を矢口餅とも、箭祭餅ともいう。
後に、狩り場でなくても、少年が初めてしかるべき鳥獣を射たときには座を設けて矢開の式を行い、餅を供え、かつ食べ、獲物の料理をも食べて、武運を祝した。獲物の料理の式、包丁の式、役人のこと、矢開祝の次第なども、だいたい定まるに至った。
代表的な例としては、建久4年（1193年）の源頼家の時には、一の口を工藤景光、二の口を愛甲季隆、三の口を曽我祐信、同年の北条泰時の時には、一の口を小山朝政、二の口を佐原義連、三の口を金刺盛澄、嘉禎3年（1237）年の北条時頼の時には、一の口を三浦泰村、二の口を小山長村、三の口を下河辺行光がそれぞれ務めた。

## 関連事項
- 桑弓蓬矢
- 破魔矢・破魔弓